# Chołm (Zaborjewskoje)
Chołm (ros. Холм) – wieś (ros. деревня, trb. dieriewnia) w zachodniej Rosji, w osiedlu wiejskim Zaborjewskoje rejonu diemidowskiego w obwodzie smoleńskim.

## Geografia
Miejscowość położona jest przy drodze regionalnej 66N-0504 (66K-11 – Prżewalskoje), 4 km od drogi regionalnej 66N-0508 (Zaborje – Anosinki), 7 km od centrum administracyjnego osiedla wiejskiego (Zaborje), 21,5 km od centrum administracyjnego rejonu (Diemidow), 77 km od stolicy obwodu (Smoleńsk), 45 km od granicy z Białorusią.
W granicach miejscowości znajdują się ulice: Chołmowskaja, Dacznaja 1-ja, Dacznaja 2-ja, Iwowaja, Ługowaja, Nabierieżnaja, Polewaja, Prudowaja, Riecznaja, Smolenskaja.

## Demografia
W 2010 r. miejscowość zamieszkiwało 235 osób.